# Chevtchenkove (oblast de Kharkiv)
Pour les articles homonymes, voir Chevtchenkove.
Chevtchenkove (ukrainien : Шевченкове) est une commune urbaine de l'oblast de Kharkiv, en Ukraine. Elle compte 6 724 habitants en 2021.

## Géographie
La commune urbaine se trouve dans le bassin versant de la rivière Donets, à 75 kilomètres au sud-est de la ville de Kharkiv, et à 4,5 km au sud de la rivière Velikyï Bourlouk.

## Lieux d’intérêt

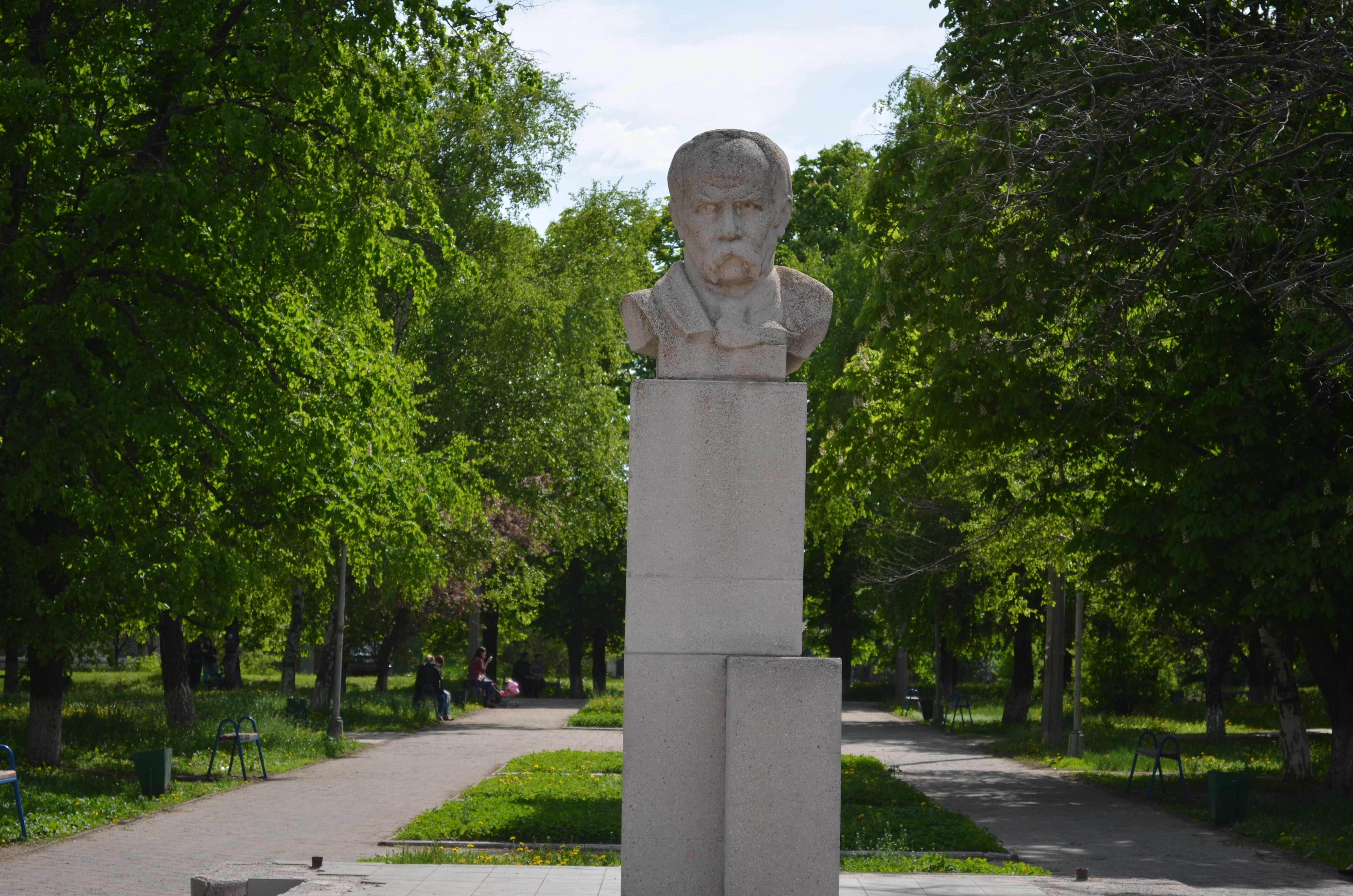
Monument à Taras Chevtchenko, classé[2].
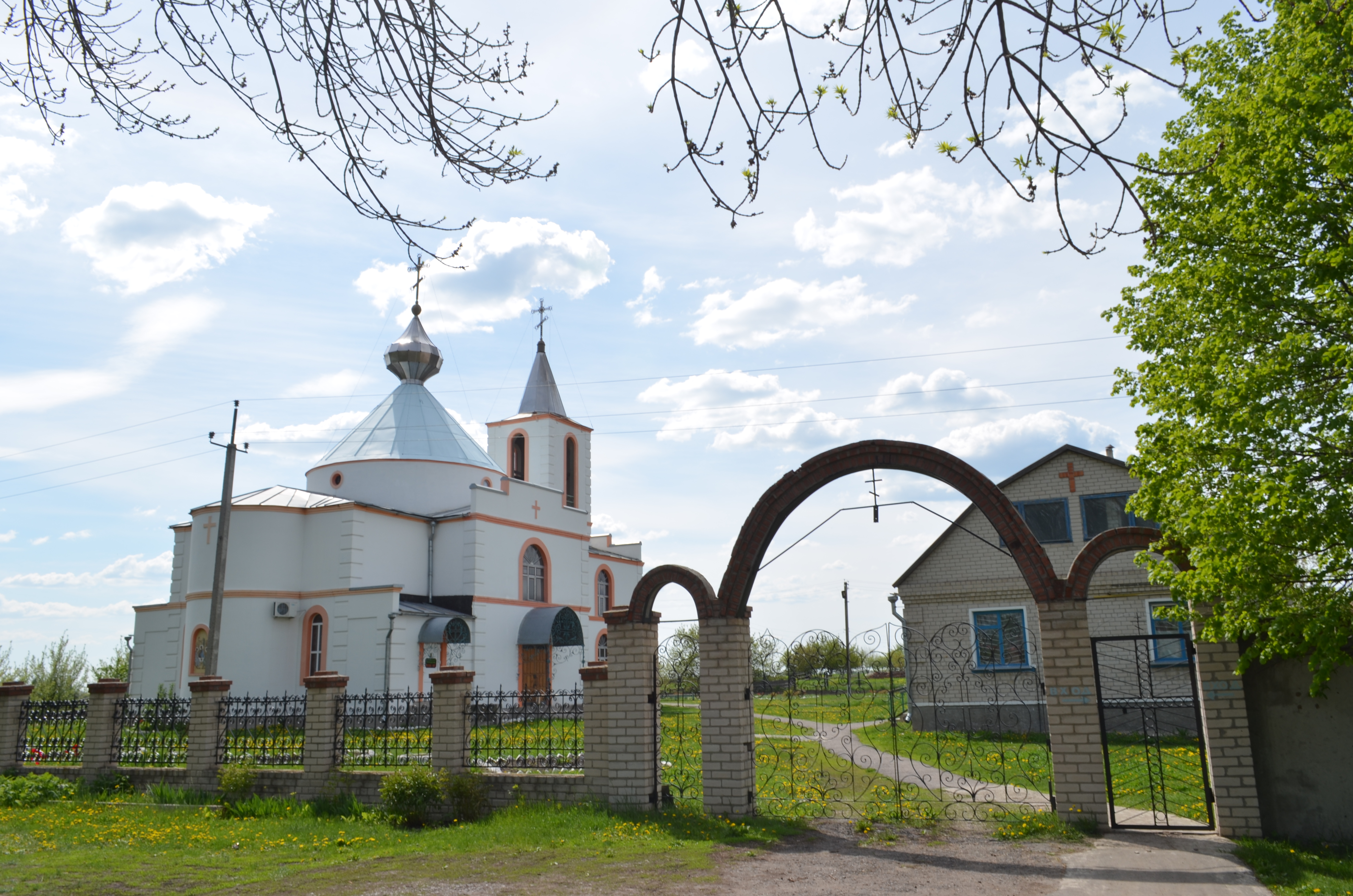
Église de la Trinité.
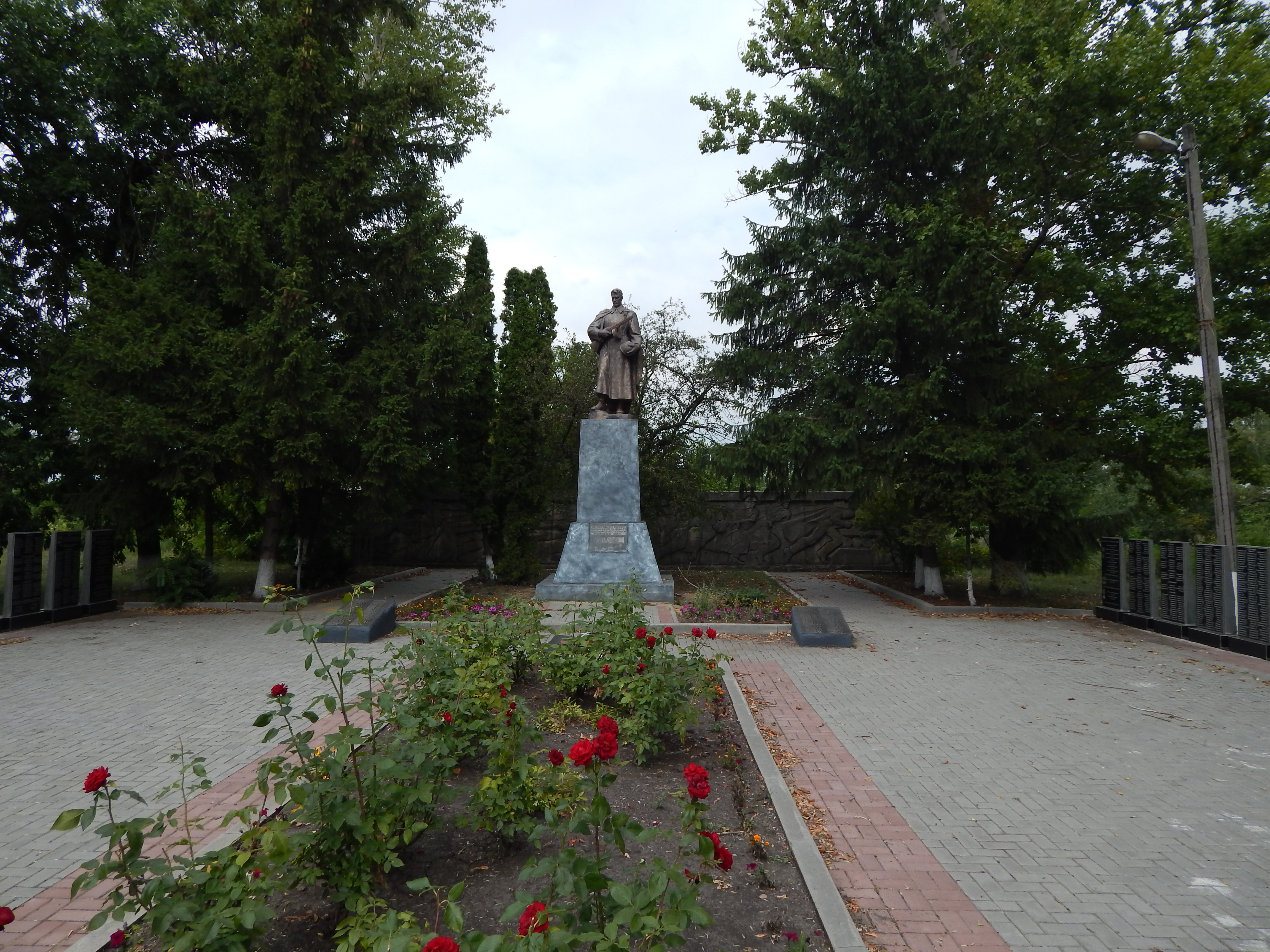
Monument aux morts de la seconde guerre mondiale, classé[3].